# Song-Dynastie

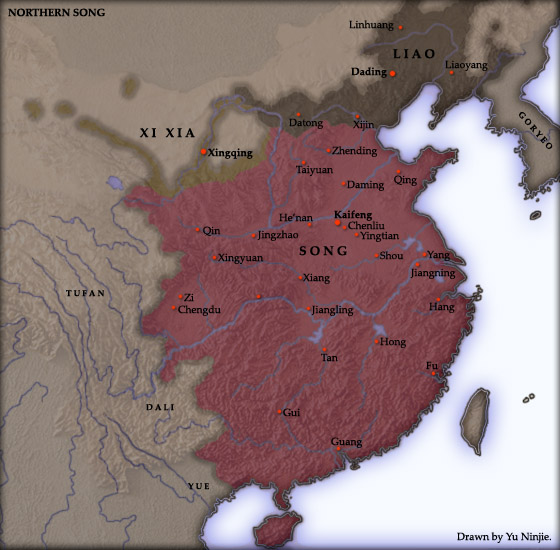
Das Song-Reich im Jahr 1111

Die Song-Dynastie (chinesisch 宋朝, Pinyin Sòngcháo, W.-G. Sung Ch'ao) war von 960 bis 1279 die herrschende Dynastie im Kaiserreich China. Sie teilt sich in die „Nördliche“ und „Südliche“ Song-Dynastie. Die „Nördliche“ (北宋,  Běi Sòng) regierte von 960–1126 in Kaifeng, die „Südliche“ (南宋,  Nán Sòng) von 1126–1279 in Hangzhou.

## Nördliche Song 960–1126

### Staatsgründung

Song Taizu (Zhao Kuangyin), Begründer und erster Kaiser der Song-Dynastie

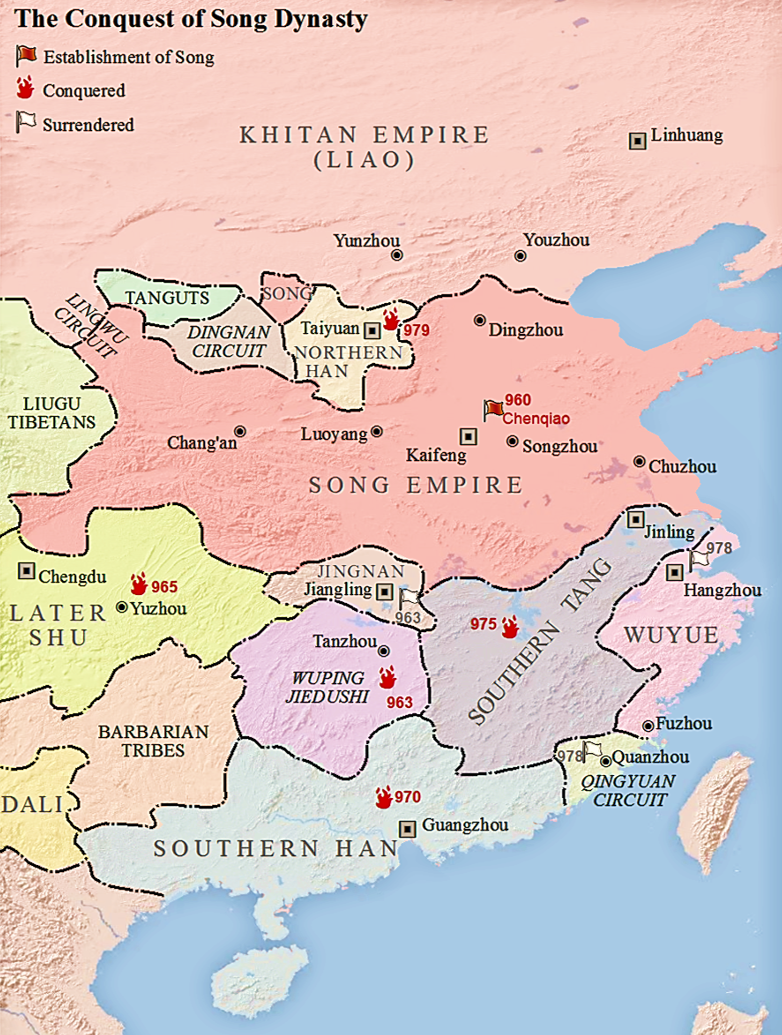
Eroberungen der Song-Dynastie von 960 bis 979, die die Zeit der Fünf Dynastien und Zehn Königreiche beendete

Die Späte Zhou-Dynastie war die letzte in einer Reihe von Fünf Dynastien, die nach dem Fall der Tang-Dynastie im Jahre 907 in Nordchina geherrscht hatten. Zhao Kuangyin stürzte mit Hilfe anderer Generäle den siebenjährigen Thronerben der Zhou und regierte danach als erster Song-Kaiser Taizu von 960 bis 976. Taizus erstes Ziel nach der Thronbesteigung war es, die politische Teilung des Landes zu überwinden. Dazu mussten Nanping, Wuyue, die Südlichen Han, Späteren Shu und Südlichen Tang im Süden sowie die Nördlichen Han und die Sechzehn Präfekturen im Norden besiegt werden. Fähige Armeeführer wie Yang Ye (gestorben 986), Liu Tingrang (929–987), Cao Bin (931–999) und Huyan Zan (gestorben 1000) machten das Militär von Song zum schlagkräftigsten von ganz China. Dies wurde durch neuartige Taktiken erreicht wie der Führung von Nachschublinien über Pontonbrücken bei der Überquerung des Jangtsekiang im Feldzug gegen die Südlichen Tang im Jahre 974. Die berühmten Kriegselefanten in der Armee der Südlichen Han wurden am 23. Januar 971 durch einen massiven Angriff von Armbrustschützen mit brennenden Pfeilen besiegt, woraufhin sich die Südlichen Han unterwarfen.

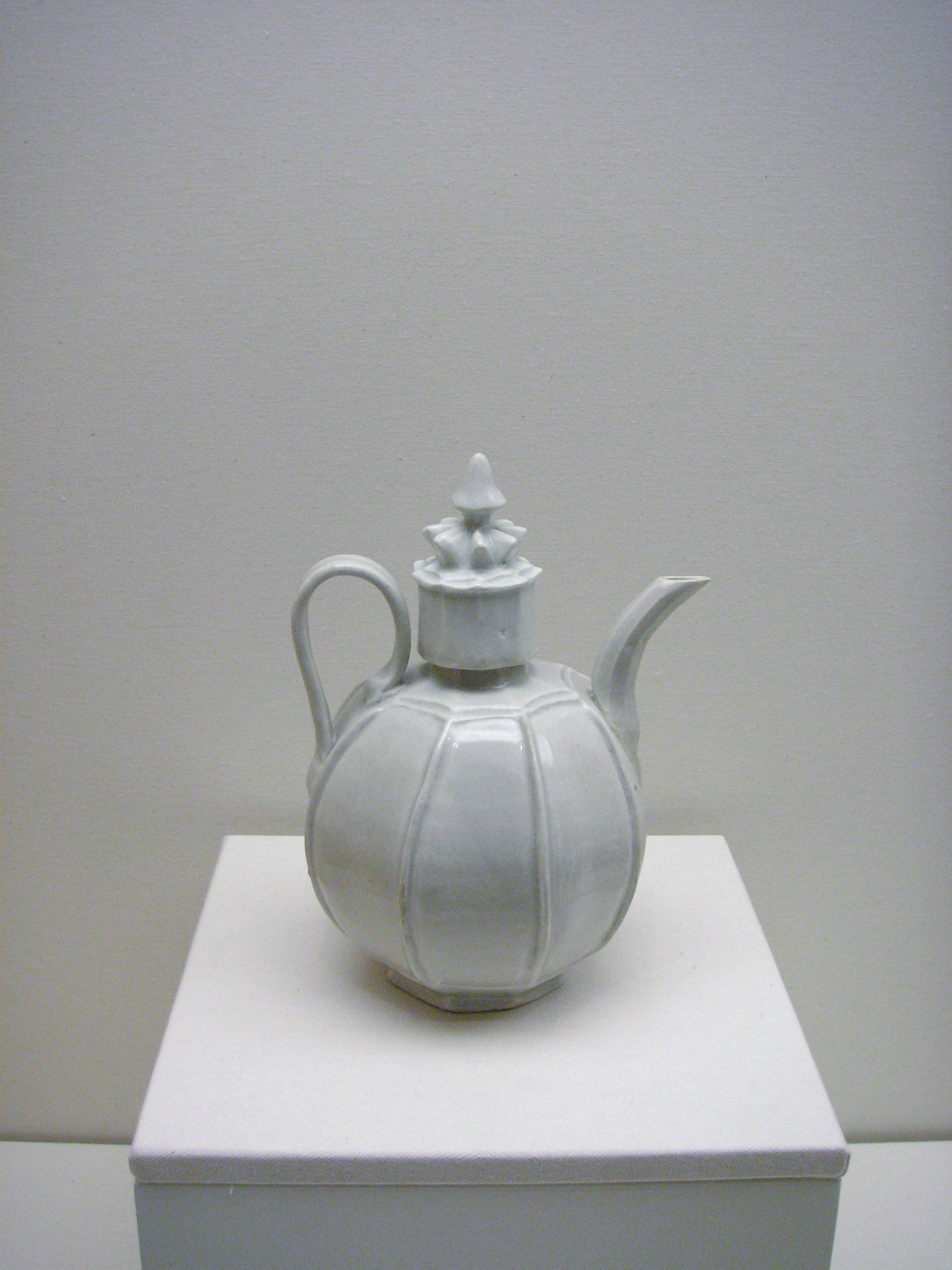
Eine Teekanne aus Porzellan im Qingbai-Stil, aus Jingdezhen, Song-Dynastie

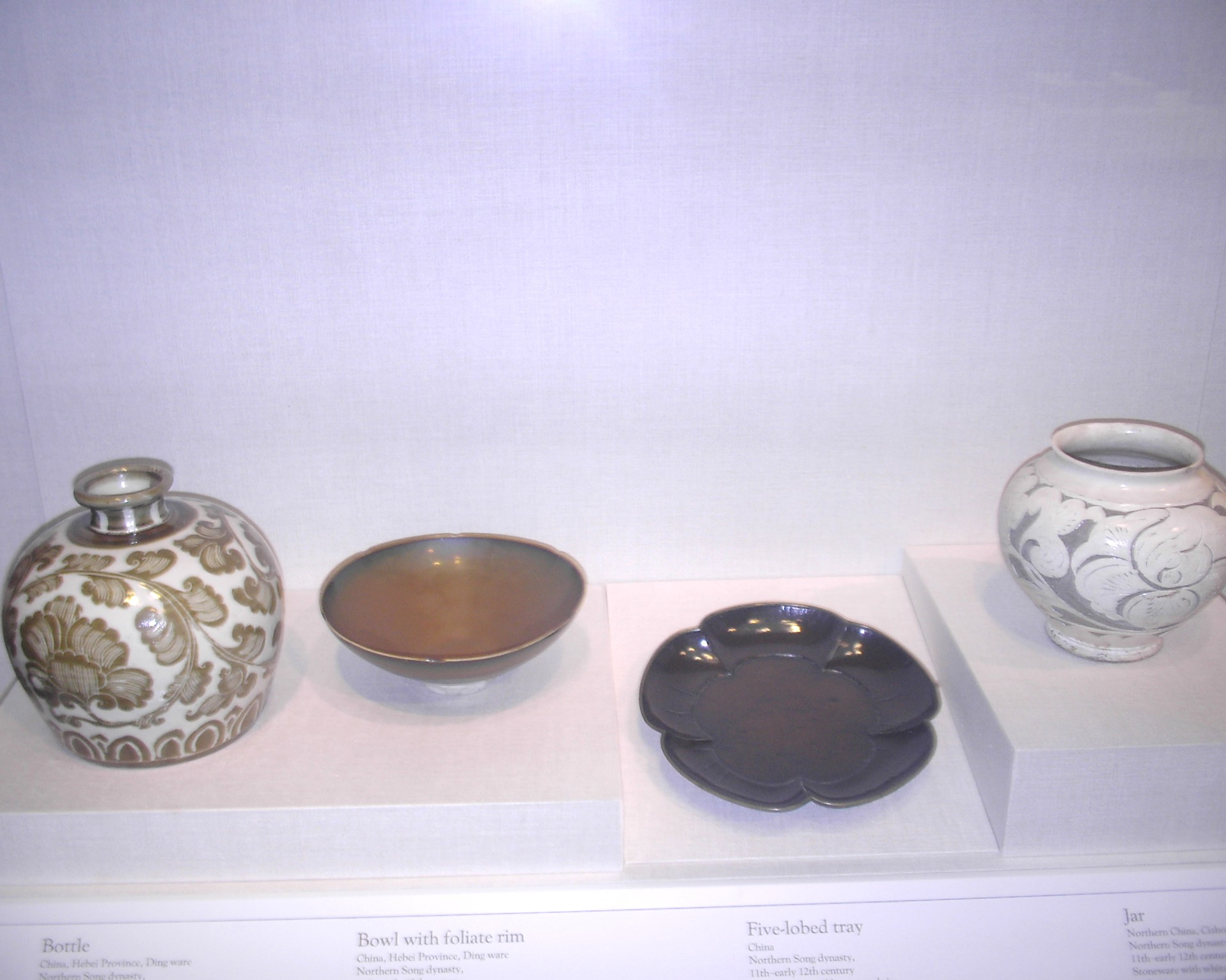
Porzellan, Lackschnitzerei und Steinzeug aus der Song-Dynastie

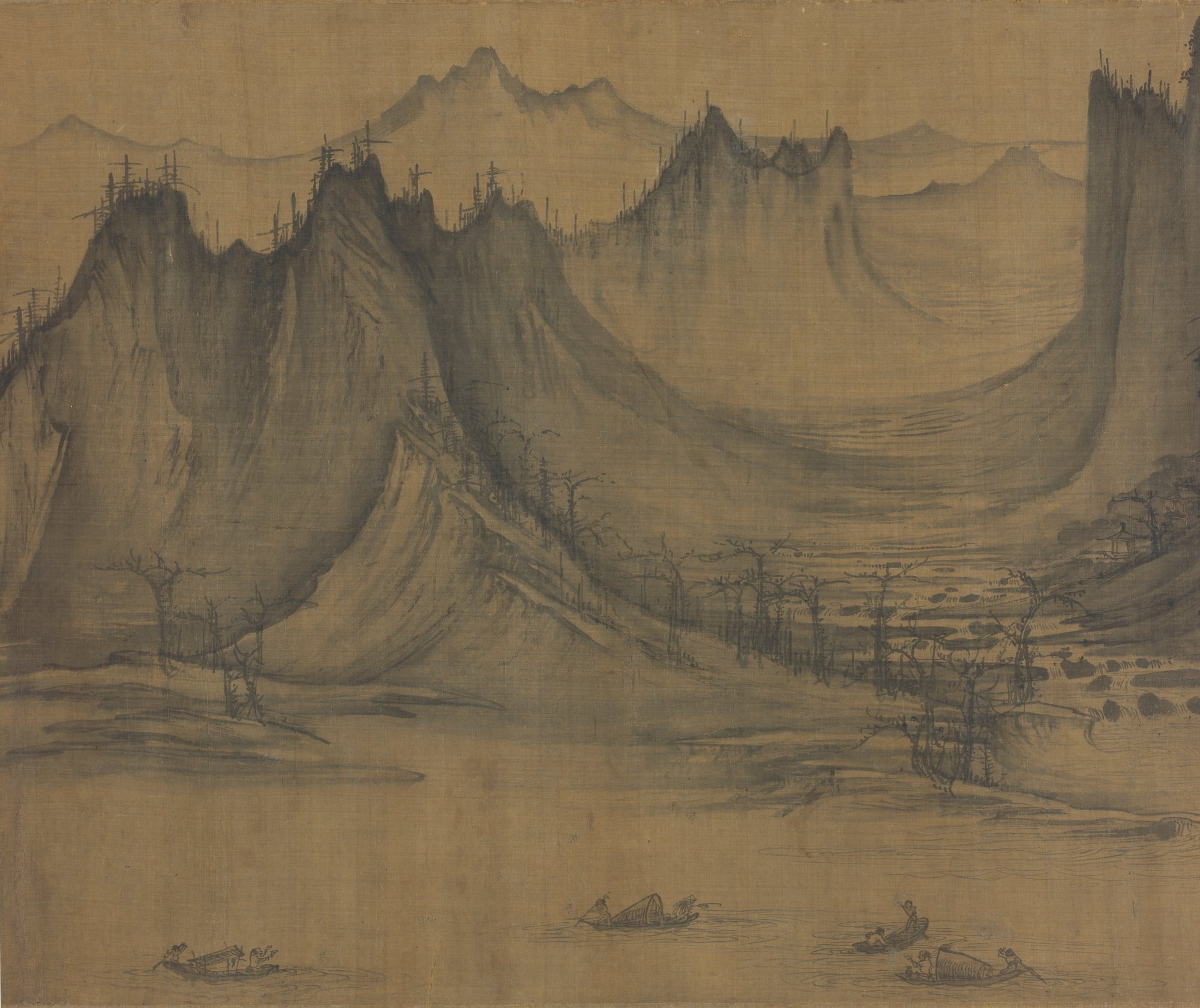
Abendlied des Fischers, eines der berühmtesten Bilder von Xu Daoning

Mit der Eroberung des Wuyue-Reiches war der Süden Chinas ab 978 wieder unter eine zentrale Regierung gestellt. Somit konnten sich die Streitkräfte von Song auf den Norden konzentrieren, wo im Jahre 979 die Nördliche Han-Dynastie erobert wurde. Song schaffte es jedoch nicht, die Sechzehn Präfekturen zu annektieren. Sie wurden Teil des Liao-Staates, dessen Zentrum in der Mandschurei lag und in der Folge unmittelbar nördlich an das Song-Reich grenzte. Nordwestlich des Song-Reiches hatten die Tanguten die Macht, seit die Tang im Jahre 881 einen Tanguten-Anführer zum Militärgouverneur (jiedushi) ernannt hatte. Dieses Privileg war vererbbar, woraus die Westliche Xia-Dynastie entstand. Den Song gelangen mehrere bedeutende militärische Erfolge gegen die Westlichen Xia, bis diese durch die Mongolen unter Dschingis Khan im Jahre 1227 beendet wurden. Das Kräfteverhältnis mit der Liao-Dynastie war hingegen ausgeglichen.
Nach Beendigung der Einigung Chinas auf militärischem Weg hielt Kaiser Taizu einen berühmten Empfang ab, zu dem er viele der Armeeführer einlud, die für ihn Eroberungen bestritten hatten. Während der Feierlichkeiten sprach er mit ihnen über die Möglichkeit eines Staatsstreiches gegen ihn wie während der Zeit der Fünf Dynastien. Die Anwesenden protestierten gegen diese Ansicht und versicherten ihm, dass niemand unter ihnen so qualifiziert zum Führen des Landes sei wie er. Die zeitgenössische Chronik Song Shi berichtet, dass der Kaiser den Armeeführern ein schönes Leben auf den besten Ländereien in den Provinzen versprach und ihnen anbot, seine Familie mit jenen der Armeeführer und Minister durch Heiraten zu verbinden. Am nächsten Tag sollen alle Militärs ihren Rücktritt eingereicht und sich aufs Land zurückgezogen haben.
Kaiser Taizu entwickelte eine effiziente zentralisierte Bürokratie, die mit zivilen Beamten besetzt wurde. Die Militärgouverneure und ihre Unterstützer wurden durch Beamte ersetzt, die direkt von der Zentralregierung beauftragt wurden. Dieses System führte zu einer stärkeren Konzentration der Macht der kaiserlichen Zentralregierung als es in früheren Dynastien möglich war. Im frühen 11. Jahrhundert nahmen jährlich etwa 30 000 Männer an den Beamtenprüfungen auf Präfektur-Ebene teil. Diese Zahl stieg beständig auf 80 000 am Ende des Jahrhunderts und auf 400 000 Kandidaten im 13. Jahrhundert. Während auf der Gemeindeebene neue Verwaltungseinheiten gegründet wurden, änderte sich die Zahl der Präfekturen und Provinzen während der Song-Dynastie nicht. Somit blieb die Anzahl der in die Regierung aufgenommenen Beamten konstant, wodurch sich die Konkurrenz unter den angehenden Schülern und Gelehrten beträchtlich intensivierte.
Um seine Macht zu festigen, ließ Taizu aktualisierte Landkarten erstellen, was es der Zentralregierung vereinfachte, Maßnahmen in den Regionen zu ergreifen. Im Jahre 971 befahl Taizu Lu Duosun, alle Landkarten der Welt zu aktualisieren und neu zu schreiben. Lu bereiste die Provinzen, um so viel Material und Daten wie möglich zu sammeln. Mit Hilfe von Song Zhun war das riesige Werk mit 1566 Kapiteln im Jahre 1010 fertiggestellt. Im Song Shi wird berichtet, dass der Direktor der kaiserlichen Getreidelager alle Dörfer anwies, genaue Karten seiner Felder, Berge, Flüsse und Wege anzufertigen. Diese Karten wurden zu Karten für Kreise und Bezirke zusammengesetzt, so dass man darauf zurückgreifen konnte, um Steuern einzutreiben oder Banditen zu verfolgen.
Taizu hatte großes Interesse an Wissenschaft und Technik. In seinen kaiserlichen Werkstätten wurde beispielsweise das Projekt von Zhang Sixun einer Armillarsphäre mit Quecksilber statt Wasser durchgeführt. In seiner Regierungsführung offen gegenüber Neuerungen wie auch Ausländern ernannte er beispielsweise den arabischen Muslim Ma Yize zu seinem Hofastronom. Für den Empfang von Abgesandten des koreanischen Königreiches Goryeo allein wurden 1500 Bände geschrieben, die die ausgefeilten Regeln des Umgangs mit den Abgesandten darlegten. Die Song sandten auch Botschafter wie Wang Yande in andere Staaten, der ab 981 als Abgesandter in der uighurischen Stadt Gaochang diente, die sich damals unter Kontrolle der Karachaniden befand. Die 24 Dynastiegeschichten berichten auch von Botschaftern des Byzantinischen Reiches (bekannt in China als Fu Lin), die in das Song-Reich entsandt wurden. Den Chroniken Song Shi und Wenxian Tongkao zufolge kamen die letzten Gesandten des Byzantinischen Reiches im Jahre 1081 an und wurden wahrscheinlich von Michael VII. an den Hof von Kaiser Song Shenzong geschickt. Die Chronik Yuan Shi berichtet von einem Byzantiner, der in der folgenden Dynastie am Hof von Kublai Khan als Astronom und Physiker tätig war, und noch später in der Ming-Dynastie wurde angeblich ein byzantinischer Händler (wahrscheinlich Nicolaus de Bentra, Erzbischof von Khanbaliq) nach Byzanz entsendet, um den byzantinischen Herrscher Johannes V. von der Gründung der neuen Dynastie zu unterrichten.

### Beziehungen zu den nördlichen Nachbarn

#### Liao-Dynastie

Zeitgenössische Darstellung von Kaiser Song Taizong, Nationales Palastmuseum, Taipeh

Das Verhältnis zwischen den Song und der von den Kitan gegründeten Liao-Dynastie blieb in den ersten zwei Jahrzehnten nach der Gründung der Song-Dynastie friedlich, obwohl beide Staaten Anspruch auf die vom Nördlichen Han-Reich und den Sechzehn Präfekturen gehaltenen Territorien Anspruch erhoben. Am Neujahrstag des Jahres 974 wurden Botschaften in den beiden Hauptstädten eingerichtet. Im Jahre 979 zogen die Song jedoch gegen das Nördliche Han-Reich, das sich lange unter der Schutzherrschaft der Liao-Dynastie befunden hatte. Es gelang den Song zunächst, die Nördlichen Han zur Aufgabe zu zwingen. Als die Song jedoch auf die Südliche Hauptstadt in den Sechzehn Präfekturen zumarschierten, wurden sie in der Schlacht am Giaoliang-Fluss besiegt. Nach dieser Niederlage war das Ansehen von Kaiser Song Taizong so beschädigt, dass einflussreiche Armeekommandeure einen Staatsstreich organisierten, um ihn zu Gunsten seines Neffen Zhao Dezhao abzusetzen.
Die Beziehungen zwischen Song und Liao waren danach weiterhin feindlich und angespannt. Im Jahre 986 griff Song drei Mal das Liao-Reich unter einem Kindkaiser an, um die Sechzehn Präfekturen zu erobern, aber Liao gelang es, alle drei Angriffe abzuwehren. Danach wurden wieder diplomatische Beziehungen aufgenommen. In den 990er Jahren verschlechterten sich die Beziehungen erneut. Von 993 bis 1004 baute Song mit dem Wissen von Liao an einem Kanalsystem namens Großer Graben, das sich vom Taihang-Gebirge bis zum Golf von Bohai erstreckte und Song vor Angriffen aus Liao schützen sollte. Liao interpretierte die Arbeiten jedoch als Maßnahme, um auf dem Wasserweg schnell Angriffstruppen in Richtung Liao senden zu können. Ab 999 führte Liao jährliche Angriffe auf Song durch, ohne nennenswerte Fortschritte zu erzielen. Liao hätte gern die Region Guannan im heutigen nördlichen Hebei erobert, weil sie erst kurz davor an Song unter General Zhou Shizong verloren gegangen war und einige strategisch wichtige Bergpässe besaß.

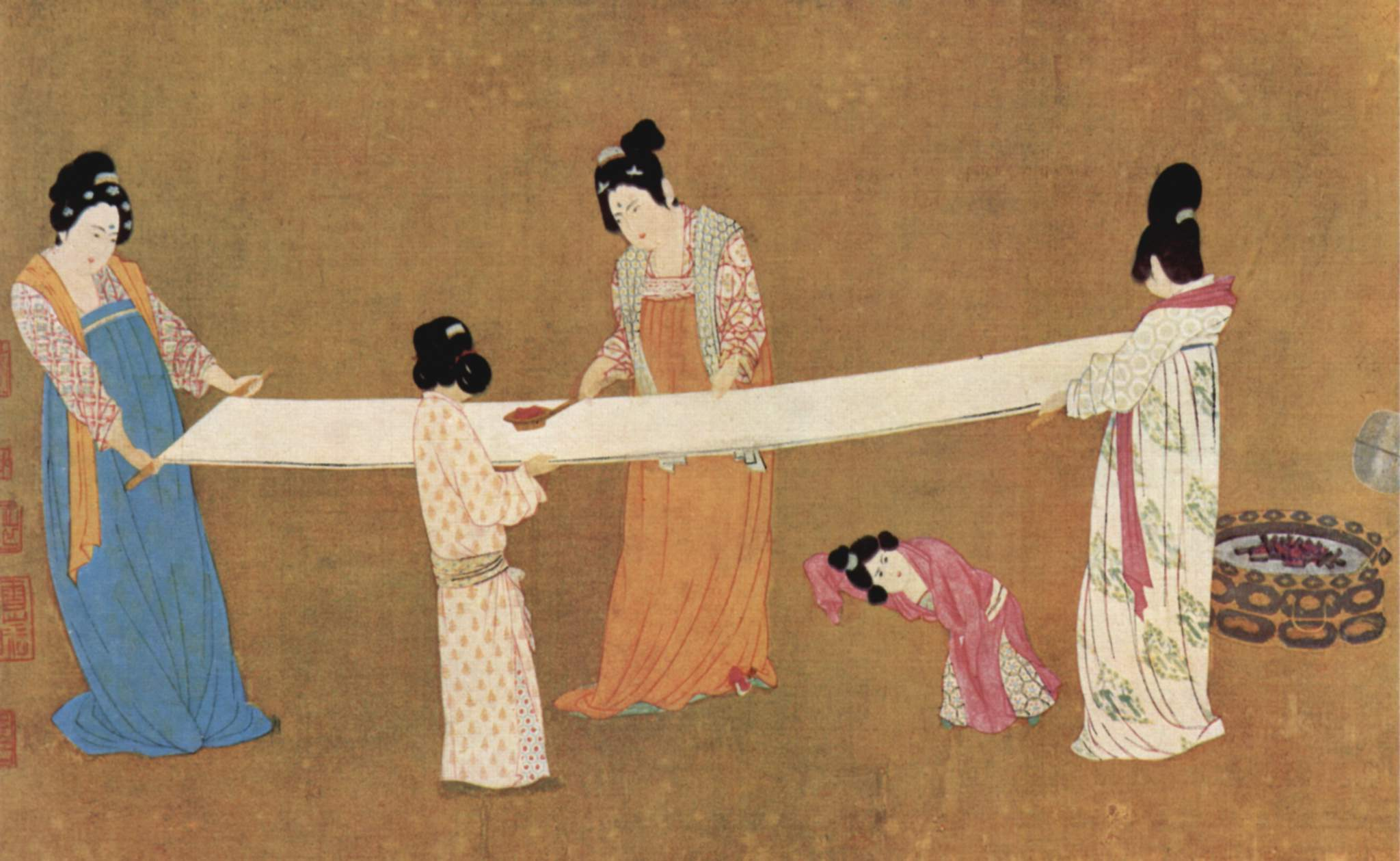
Frauen bei der Seidenverarbeitung, Darstellung aus dem 12. Jahrhundert. Als Teil des Vertrages von Chanyuan musste Song jährlich 200 000 Ballen Seide an die Liao-Dynastie der Kitan senden.

Im Jahre 1004 drang die Liao-Armee tief in das Territorium von Song ein und setzte sich in Chanyuan, etwa 100 Kilometer nördlich der Song-Hauptstadt Kaifeng fest. Sie hatte ihre Kräfte und Nachschubwege jedoch bereits überdehnt und alle Rückzugswege hätten leicht von Song-Truppen abgeschnitten werden können. Die Fertigstellung des Großen Grabens, der als Verteidigungsmaßnahme das Vorankommen der Kavallerie der Liao behinderte, veranlasste die Liao dazu, einen Waffenstillstand zu verhandeln: Eventually, the completion of the 'Great Ditch' as an effective defensive blockade which slowed the advance of Liao cavalry forced the Liao to request a truce. Die Verhandlungen führten zum Vertrag von Chanyuan, der im Januar 1005 unterschrieben wurde (in manchen Werken wird wegen des chinesischen Kalenders das Jahr 1004 angegeben) und der zwischen Song und Liao den Status quo ante festlegte. Die Herrscher der Khitan wollten mit der Herrscherfamilie der Song gern Ehebündnisse eingehen, die Song verweigerten dies aber und schlugen symbolische Verwandtschaft vor. Der Vertrag beinhaltete auch Tributzahlungen von Song an Liao und Anerkenntnis der Gleichwertigkeit der Liao. Der Tribut bestand aus 283 kg Silber und 200 000 Ballen Seide, bzw. 500 000 Ballen ab 1042. Für die Wirtschaft von Song bedeuteten diese Tributzahlungen jedoch selbst nach der Tributerhöhung von 1042 keine schwere Bürde. Auch die Menge des Edelmetalls im Besitz der Liao wuchs nicht, weil die Liao das Silber aus den Song-Tributzahlungen dazu nutzten, ihr Außenhandelsdefizit mit Song auszugleichen; somit kam das Silber wieder in den Besitz des Song-Staates oder von Händlern.
Die Song mussten auf gute nachbarschaftliche Beziehungen mit den Liao achten. Sie entsandten fähige Botschafter, um die Liao gütig zu stimmen, wie etwa den bedeutenden Uhrmacher, Ingenieur und Minister Su Song. In Erwartung einer bewaffneten Auseinandersetzung stärkten die Song auch ihr Militär, so dass im Jahr 1022 eine Million Männer unter Waffen waren. Dies bedeutete, dass die Armee drei Viertel der Steuereinnahmen verschlang, verglichen mit den zwei oder drei Prozent, die für die Tributzahlungen an die Liao aufgewendet wurden. Diese Tatsachen führten zu intensiven politischen Auseinandersetzungen am Hofe der Song; die Liao-Dynastie stürzte im Jahre 1125.

#### Westliche Xia-Dynastie

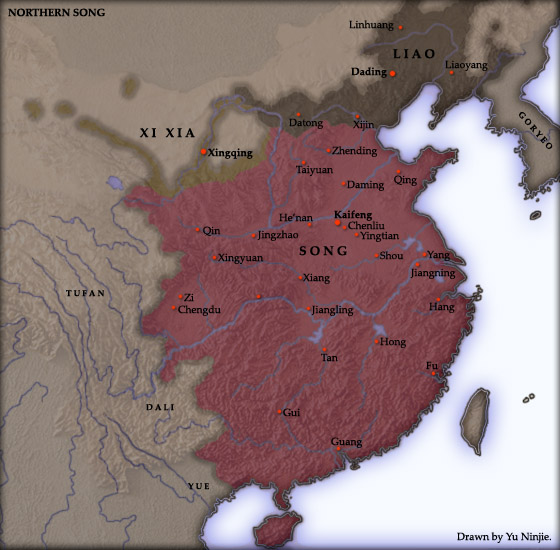
Territorien der Nördlichen Song-, Liao- und Xia-Dynastien

Die Song versuchten ab den 980er Jahren die von den Tang verlorenen Präfekturen auf dem Ordos-Plateau von den Tanguten, die die Westliche Xia-Dynastie gegründet hatten, zurückzugewinnen. Nach dem Tod des Oberhauptes der Tanguten Li Jiqian im Jahre 1004 führte sein Nachfolger Li Deming zunächst die Angriffe gegen Song fort. Später strebte er friedliche Beziehungen und wirtschaftliche Vorteile an.
Im Jahre 1034 drang Li Jipeng (auch bekannt als Zhao Baozhong) mit ein paar Truppen nach Xia vor, plünderte Dörfer und zerstörte einige befestigte Siedlungen. Es kam zu Racheaktionen der Tanguten unter Li Yuanhao. Am 12. September 1034 überfielen sie Qingzhou im Kreis Huanqing, ließen jedoch gefangene Offiziere und Soldaten bald wieder frei. Am 29. Januar 1035 sandte Li Yuanhao Tribut in Höhe von fünfzig Pferden an den Hof der Song, bat um eine Kopie eines buddhistischen Kanons, woraufhin die diplomatischen Beziehungen wiederhergestellt wurden. Die Tanguten behielten einige ihrer Bräuche bei und pflegten ihre eigene Schrift, der Staatsaufbau folgte jedoch dem chinesischen Muster. Li ließ sich zum ersten kaiserlichen Herrscher des Westlichen Xia-Reiches ausrufen und regierte fortan als Kaiser Jingzong. Am 10. November 1038 sandte er einen Botschafter in die Song-Hauptstadt, um Anerkennung als Sohn des blauen Himmels zu erwirken und um mitzuteilen, dass Xia dank des neuen Status keinen Tribut mehr zahlen würde. Die Xia begannen wiederum Angriffe auf die Grenzen von Song, die unter Kommandeur Lu Shouqin abgewehrt wurden. Am 9. Januar 1039 verfügte Song die Schließung der Märkte an den Grenzen, kurze Zeit später wurde eine Belohnung von 100 000 Münzschnüren für denjenigen ausgesetzt, der Kaiser Jingzong gefangen nehmen würde. Trotz eindrücklicher Erfolge zu Beginn des Krieges konnte Xia zu Kriegsende im Jahre 1044 keine Gebietsgewinne verzeichnen, beide Seiten hatten jedoch zehntausende Soldaten verloren. Nach Ende des Krieges musste Kaiser Jingzong sich wieder als minderwertig gegenüber dem Song-Kaiser bezeichnen und akzeptieren, dass offizielle Zeremonien an seinem Hof von Ritualisten aus Song abgehalten wurden. Während des Krieges hatte Song befestigte Vorposten eingerichtet, die bis zu 480 Kilometer außerhalb der westlichsten Präfekturen des heutigen Shaanxi bis nach Hedong im heutigen Shanxi reichten. Anders als im Krieg gegen Liao konnten die Song keine Wasserhindernisse bauen, deshalb unterhielten sie im Jahr 1043 etwa 200 kaiserliche und 900 Provinz- und Milizgarnisionen entlang den Grenzen zu Xia.
Im Jahre 1067 bestieg Kaiser Song Shenzong den Thron und ließ wiederum Xia angreifen. In den 1070er Jahren konnte Song erfolgreich Xia-Territorien erobern. Shenzong unterstützte Abenteurertum entlang der Grenze zu Xia, weil er Gebiete zurückerobern wollte, die er als ihm als rechtmäßigem Herrscher über China zustehend betrachtete. Als ein Song-General grundlos eine Grenzstadt der Westlichen Xia angriff, erschien der Kaiser selbst an der Grenze, um den betreffenden General zu belobigen. Um die Xia zu bestrafen und wirtschaftlich zu schädigen, ließ er den Grenzhandel unterbinden. Er entsandte im Jahre 1080 den Wissenschaftler und Staatsmann Shen Kuo nach Yanzhou (heutiges Yan’an), um einen Xia-Angriff abzuwehren. Er konnte zwar seine Position halten, der neue Großkanzler Cai Que machte ihn jedoch für den Tod eines Song-Offiziers und den Tod zahlreicher Soldaten verantwortlich und enthob ihn seines Amtes. Das Gebiet, das Shen Kuo erfolgreich verteidigt hatte, wurde aufgegeben.
Nachdem die Kaiserinwitwe Gao im Jahre 1093 gestorben war, entmachtete Song Zhezong die von Sima Guang geführten Konservativen, erneuerte die Reformen von Wang Anshi und beendete Verhandlungen mit den Tanguten. Es folgten neue kriegerische Zusammenstöße zwischen Xia und Song. Im Jahre 1099 stießen die Nördlichen Song in Richtung Xining und Haidong (heutige Provinz Qinghai) vor und annektierten Gebiet, das die Tibeter seit dem 10. Jahrhundert unter Gusiluo beherrscht hatten. Bis zum Jahre 1116 schaffte es Song, das gesamte Gebiet zu erwerben und in seine Präfekturen einzugliedern, es wurde somit die westlichste Grenze zu den Xia.

### Außenpolitik und Militär
Große Teile Nordchinas waren zum Zeitpunkt der Dynastiegründung bereits in der Gewalt der Kitan bzw. der Liao-Dynastie, welche das Land in mehreren Siegen (979, 986) und im Frieden von Shanyuan 1004 behaupteten. Die Song zahlten ihnen Tribut in Silber und Seide, was die Staatsfinanzen belastete, aber angesichts der hohen Kosten für das Militär (bis zu 25 % des Budgets) immer noch die billigere Variante war. Die Armee vergrößerte sich im 11. Jahrhundert ständig, war aber qualitativ nicht sehr hochwertig: Bei einer Truppenverlegung passierte es z. B., dass die Soldaten ihr Gepäck nicht selbst tragen wollten; man musste eine Armee von Trägern anstellen. Die hohen Kosten der Armee bedeuteten nicht gleichzeitig eine hohe Schlagkraft.
Weiterhin war die Existenz des Tanguten-Reiches in Gansu und die des Staates Nánzhāo (Bai, aber auch Thai, Tibeter, Chinesen mit Hauptstadt Dali) in Yunnan zu verzeichnen. Dem Tangutenreich musste Song-China ebenfalls Tribut zahlen, wenn auch weniger als den Kitan. Dazu kam die Loslösung des jahrhundertelang angegliederten Vietnam: 981 schlug das Land einen Angriff der Song zurück.

### Wirtschaft, Technik, Gesellschaft, Kultur

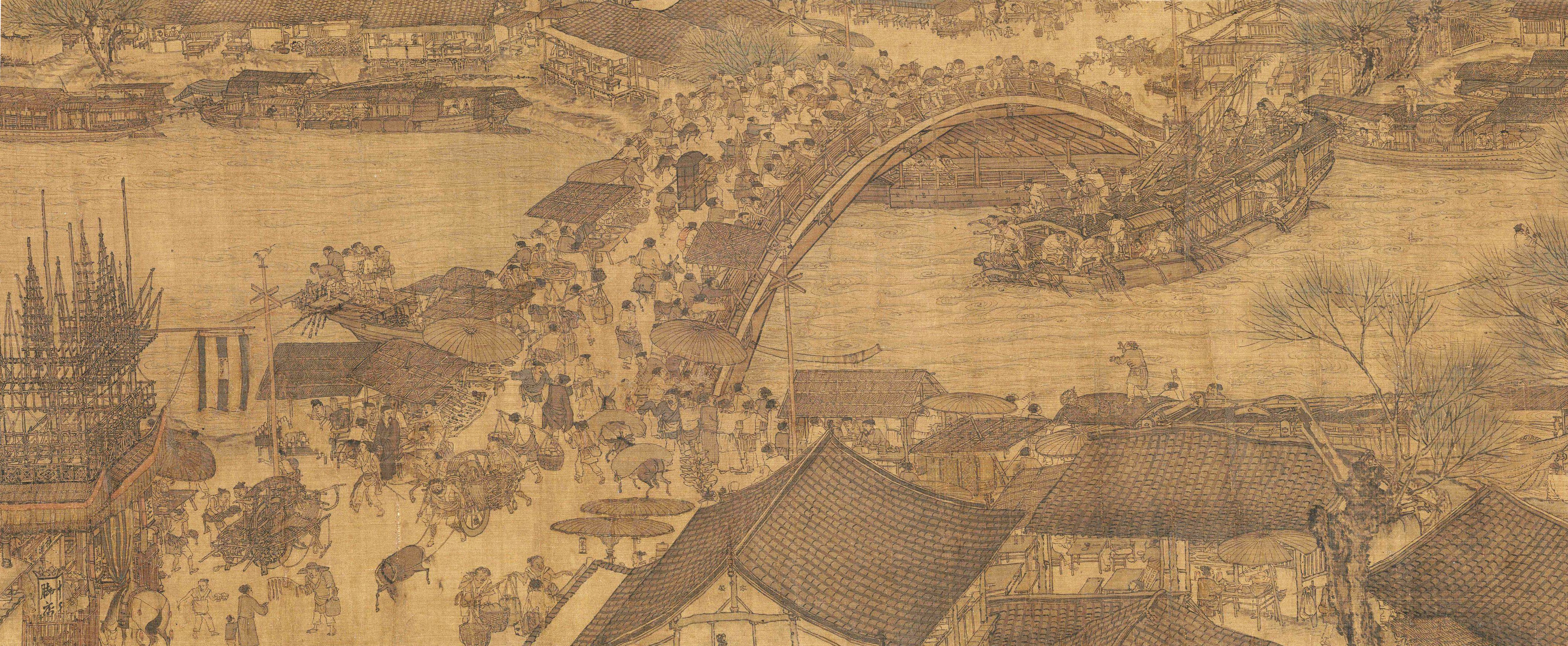
Brücke in der Hauptstadt Kaifeng, Qingming-Rolle

Die Zeit der Song-Dynastie sicherte China ein schnelles wirtschaftliches Wachstum (erkennbar an einer mehr als Verdopplung der Münzprägung trotz Einführung des Papiergeldes) und im Zusammenhang damit eine damals einzigartige gesellschaftliche Blütezeit.
Die einzelnen Regionen waren wirtschaftlich nicht mehr autark, d. h. bestimmte Regionen standen nun für bestimmte Produkte (Eisen, Zucker, Reis, Tee), und das beeinflusste Binnenhandel und -verkehr positiv. Dazu kam der Aufstieg der Städte unabhängig von ihrer politischen Bedeutung, ausgelöst durch die Landflucht und das Bevölkerungswachstum. Einzelne Stadtteile trennende Mauern verschwanden und Läden, Werkstätten und Märkte waren nicht mehr an vorgeschriebene Orte gebunden. Die Gentry erlaubten zudem eine soziale Gesetzgebung, was die Wohlfahrt begünstigte (z. B. 1089 Amt für Altersheime, 1102 Krankenpflegeamt). Eine weitere Voraussetzung für den Erfolg der chinesischen Wirtschaft zur Song-Zeit war eine wachsende Nachfrage im Inneren. Das städtische Bürgertum (Grundeigentümer, Kaufleute) wurde wohlhabend und wünschte seinen Anteil am Luxus, egal ob es nun um Möbel, Kleidung oder Küche ging.
Wir verzeichnen eine Zunahme des Block- und Buchdrucks, Einführung des Papiergelds 1024, eine Weiterentwicklung der Schifffahrt (ca. 1090), Nutzung des Kompasses, 984 Kanalschleuse, 12. Jahrhundert verstärkter Einsatz des Schaufelrads, Tiefenbohrungen nach Sole und Erdgas (durchschnittlich bis 900 m), bessere Militärtechnik (Schießpulver auf 1044 datiert) und weiteres. Die Literatur blühte auf vielen Gebieten (Enzyklopädien, Technik, Medizin, Romane, Architektur, Religion, fremde Länder), und analog dazu gab es eine Zunahme öffentlicher wie privater Schulen und Bibliotheken.
Eine Voraussetzung für den Erfolg der alten chinesischen Wirtschaft war der Überschuss an Arbeitskräften, der durch die Abwanderung von Bauern in die Städte des 12. Jahrhunderts gegeben war. In den staatlich betriebenen Manufakturen arbeiteten bis zu 7000 Arbeitskräfte; und in privaten Manufakturen – auf dem Bereich der Ziegel-Brennereien, Lack- und Porzellanherstellung – arbeiteten zumindest bis zu 1200 Arbeitskräfte. Diese privaten Manufakturen arbeiteten aber stets den großen staatlichen Manufakturen zu. Wenn sie zu einflussreich werden drohten, griff der Staat ein. Eine weitere Ausdehnung dieser frühkapitalistischen Entwicklung wurde also durch den Staat verhindert.

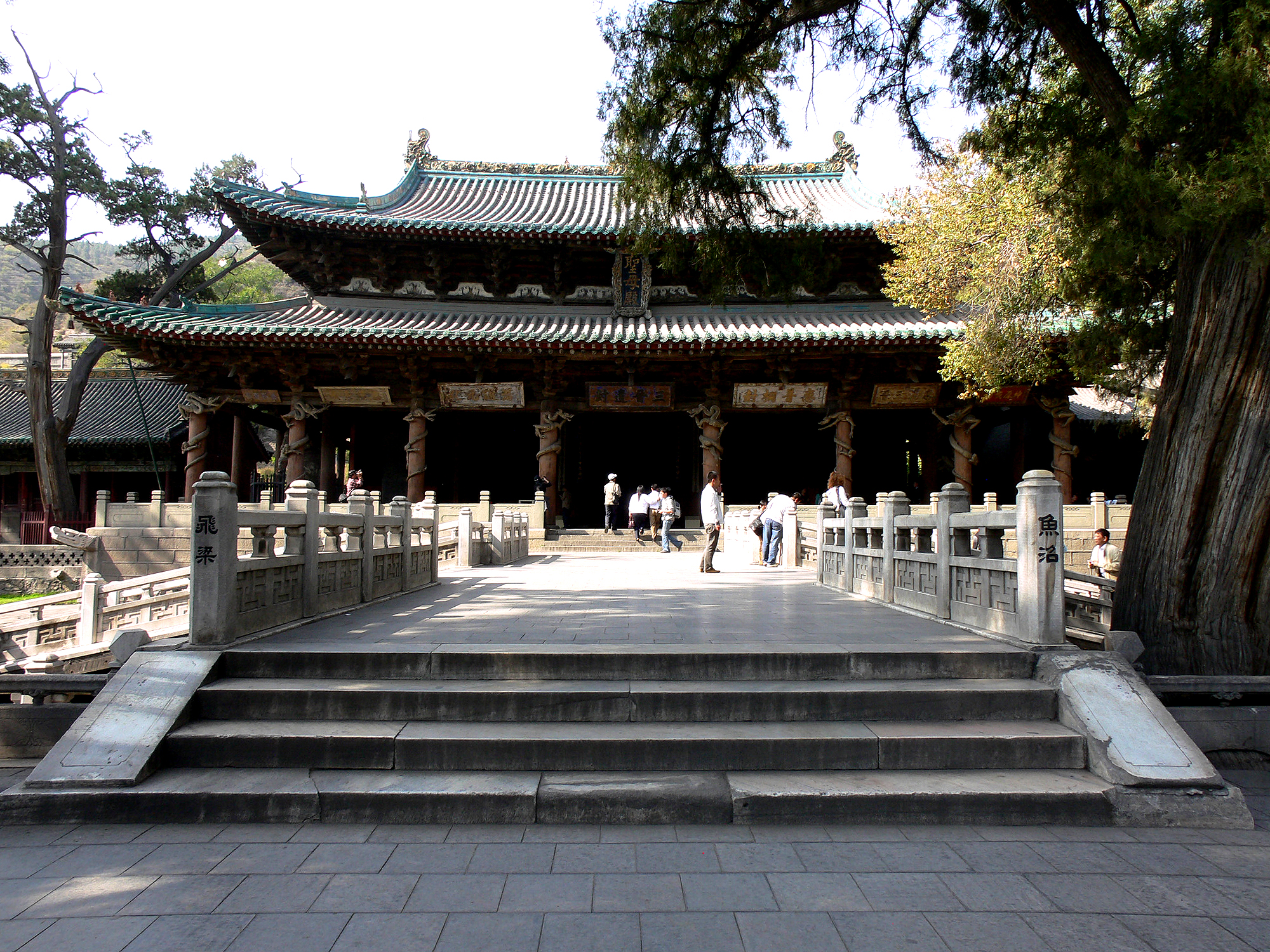
Tempel der Heiligen Mutter in Taiyuan

Die meisten Handwerker waren im Verlagssystem von einem Verleger abhängig (wie in England im 16. Jahrhundert). Größere Handwerker konnten bis zu 40 Lohnarbeiter haben. Zünfte waren für Arbeitsvermittlung, Waisenheime und Feuerwehren zuständig, auch allgemein schufen Stiftungen diverse Wohlfahrtseinrichtungen in den Städten. In den Häfen gab es Maklerbüros und Hafenarbeitergilden.
Der große Anstieg der Bevölkerung ist insbesondere auf Verbesserungen in der landwirtschaftlichen Produktion zurückzuführen. Zwischen der Mitte der Tang-Zeit und dem 11. Jahrhundert verdoppelte sich die Bevölkerungszahl, obwohl die Staatsfläche kleiner geworden war. Das Erschließen neuer Agrarflächen durch Terrassierung und Bewässerungsanlagen trug ebenso zu einem höheren Ernteaufkommen bei wie eine höhere Effizienz, die durch den Einsatz von Düngemitteln, mehrere Ernten innerhalb eines Jahres und Züchtung von neuen Reis- und Weizensorten erreicht wurde. Insbesondere die Einführung des Champa-Reises aus Vietnam erhöhte die Ernte, er reifte in 120 statt 150 Tagen und durch die Resistenz gegen Trockenheit eignete er sich zum Anbau an Berghängen.
Die Handelsbeziehungen nach Japan, Südostasien und Indien wurden mit der Entwicklung der Wirtschaftskraft und Hochseeschifffahrt intensiver, d. h. der bisher im Wesentlichen den Muslimen überlassene Überseehandel wirkte sich wirtschaftlich aus. Ferner vermerkte man für das frühe 13. Jahrhundert eine vage Kenntnis europäischer Örtlichkeiten, vermittelt durch arabische Seefahrer (im Buch Chu-fan chih).

### Das Problem des Großgrundbesitzes
Als ein (im 13. Jahrhundert letztlich entscheidendes) Problem des Staates erwies sich der Großgrundbesitz, der sich zunehmend in den Wirtschaftszentren wie z. B. am Huai-Fluss ausdehnte. Großgrundbesitzer waren durch ihren Einfluss auf das Beamtentum schon früh in der Lage gewesen, ihre ökonomische Basis auch politisch zu sichern. Das Prinzip der Akkumulation war wie folgt: Eine Steuerquote war für jeden Distrikt festgesetzt. Die Großgrundbesitzer bekamen die Steuern ihrer Pächter (40–50 % jeder Ernte), gaben aber nur wenig davon an den Staat weiter. Und wenn der Großgrundbesitz Steuern hinterzog, mussten die freien Kleinbauern zahlen, da die Quote festgesetzt war und sie über keinen Einfluss auf das Beamtentum verfügten. Nach und nach wurden so die freien Kleinbauern ruiniert. Der ruinierte Kleinbauer konnte nun Pächter des Großgrundbesitzers werden oder sein Land verlassen, um woanders Geld zu verdienen, letzteres war aber verboten. Zudem begünstigte die Steuerstaffelung die Großen, d. h. die Mindestabgaben waren zu hoch.
Das Problem war in Südchina von Anfang an viel schlimmer, denn im Norden Chinas hatte man im 10. Jahrhundert viele Großgrundbesitzer umgebracht: sie waren immer die ersten Opfer bei Erhebungen und Kriegen und an ihre Stelle waren freie Kleinbauern getreten.
Sogar innerhalb des Großgrundbesitzes kam es zu einer Differenzierung: die Klein-Gentry und Intelligenz wurde abhängig von der Groß-Gentry und hielt sich aus der Politik heraus. Nie war eine Zeit so reich an Dichtern gewesen wie die der Song. Die Groß-Gentry spekulierte mit Land und Geld und dominierte (abgesehen von der Reformzeit unter Wang Anshi) die Verwaltung.

### Verwaltung
Die Song-Zeit gilt als bürokratisch, aber verhältnismäßig liberal. Der Staat stützte sich auf die Klasse der Großgrundbesitzer (enge Verflechtung mit dem Großhandel), und die gehobene Beamtenschaft rekrutierte sich fast ausschließlich aus ihr. Der kaiserliche Umgang mit den Ministern war vertrauter als zuvor, und es konnte vorkommen, dass ein Minister dem Kaiser auf die Schulter klopfte oder bei ihm einschlief. Der Kaiser betitelte sich selbst nur als Guanjia, d. h. Wirtschafter, und bekam für seine Ausgaben (anders als etwa bei den Ming) ein Budget und Sonderzuwendungen für Feiern zugewiesen. Die Rolle des Kanzlers war dabei stets bedeutend. Andererseits war die Zentralregierung im Hinblick auf die Anzahl und Verbreitung der Behörden so stark vertreten wie noch nie, und die Tendenz war steigend.
Die Zentralverwaltung gliederte sich zur Song-Zeit in die großen Abteilungen a) Wirtschaft und Finanzen (Ämter: Staatsmonopole, Budget, Bevölkerung), b) Heer und c) Sekretariat (d. h. Gerichts- und Personalverwaltung). Es gab sogar drei Ämter für die unabhängige Entgegennahme von Beschwerden und Anregungen seitens der Beamten und der Bevölkerung.
Beamte erhielten 80 freie Tage im Jahr und 50 % (und mehr) des Gehaltes als Pension, weiterhin bekamen sie eine gewisse Menge Landbesitz als steuerfreien Gehaltszuschlag. Nach 1065 hielt man Beamtenprüfungen alle drei Jahre ab und machte sie zur Pflicht. Dazu gab es inzwischen drei Ebenen von Beamtenprüfungen (in der Präfektur, Hauptstadt und vor dem Kaiser). Auch die Fächer der Beamtenprüfungen wurden (unter Wang Anshi) praktischer ausgerichtet, so dass wir verzeichnen: Allgemeinbildung, Schrift und Schriftstücke, Recht, Mathematik, Militär und wie immer die Klassiker. Prüfungsbögen wurden anonym behandelt.
Unter Kaiser Shenzong (神宗, reg. 1067–1085) kam es 1069 zu den Reformen des Wang Anshi. Das Hauptanliegen Wang Anshis bestand darin, durch den Erlass von Gesetzen die Unterdrückung der Kleinbauern zu regulieren, die die Hauptlast der direkten Steuern und der Frondienste zu tragen hatten. Das Gleiche betraf die kleinen Handwerker, die von o. g. Verlegern und von Handelsgilden (hang 行) abhängig waren. Wang Anshi konnte sich bei Hofe nicht halten und wurde 1076 verbannt, 1078 wieder eingesetzt und 1085 erneut entmachtet. An seine Stelle trat der Konservative Sima Guang, der die Großgrundbesitzer und reichen Kaufleute vertrat und die „neuen Gesetze“ wieder rückgängig machte. Nach dem Tod der beiden Rivalen 1086 setzte sich der Kampf ihrer Parteien fort, wobei die von Wang inspirierte Partei ab 1093 die Oberhand gewann (wobei auffällig ist, dass die Gruppenbildung einen politischen und regionalen Charakter annahm und sich weniger an der Clanstruktur orientierte).

## Südliche Song 1126/27–1279

### Jurchen und Dynastiewechsel

Das Song-Reich im Jahr 1142: Die Dynastie verlor durch den Angriff der Jurchen Nordchina.

Kanzler Cai Jing (1046–1126) führte den Staat in der Tradition Wang Anshis, aber das endete im Fall der Nördlichen Song-Dynastie, weswegen er schlecht bewertet wird (Ausbau des Schulwesens, Vergrößerung der Bürokratie). Er hatte wie Kaiser Huizong künstlerische Neigungen, war aber kein Wirtschaftsfachmann. Beispielsweise kam es um 1123 zu einem Aufstand in Zhejiang, begünstigt durch die Korruption. Das geschah in einem ungünstigen Moment: im Norden waren mit den Jurchen neue Gegner aufgetaucht, welche die Kitan ablösten.
Entscheidend für den Untergang der nördlichen Song-Dynastie (北宋,  Běi Sòng) war die im Januar 1127 erfolgte Gefangennahme des Kaisers Huizong und seines Sohnes bei der Eroberung von Kaifeng durch die Jurchen (Jin-Dynastie), nachdem die Stadt bereits seit dem Februar 1126 von einem Jurchenheer umstellt worden war. Der gesamte Hof wurde in die Mandschurei deportiert. Gaozong (reg. 1127–1162), ein anderer Prinz, entkam und gründete südlich des Jangtsekiang die südliche Song-Dynastie (南宋,  Nán-Sòng). Zum provisorischen Regierungssitz (行在, xingzai, daraus abgeleitet das „Quinsay“ Marco Polos) wurde Hangzhou, das den neuen Namen Lin’an (临安) erhielt. Ein Sieg über den Jurchen-General Wu-chu am Jangtsekiang sicherte 1130 den Fortbestand der Dynastie.
Innenpolitisch änderte sich wenig, es war nur die Fortsetzung des alten Staates im Süden, d. h. mit einem verkleinerten Staatsgebiet. In dem neuen Staat war der Großgrundbesitz allenfalls stärker vertreten, und in vielen Bezirken gehörten über 30 % des Bodens direkt der Gentry. Sie verhinderte unter Kanzler Qin Gui auch den Versuch zur Rückeroberung des Nordens.
Im Jahr 1138 marschierte der chinesische Volksheld Yue Fei bereits auf Kaifeng, als der kriegsmüde Kaiser Gaozong einen Tribut-Frieden schloss, der auch eine Vasallenstellung der Song (bis 1165) beinhaltete. Yue Fei wurde analog dazu durch den Hof verhaftet und hingerichtet (1142). Song-China hatte in Zukunft zwar die Macht, aber nicht den Willen, die Jurchen aus Nordchina zu vertreiben, und sicherte den Frieden stattdessen durch hohe Tribute (Kanzler Qin Gui; † 1155). Im Jahr 1161 scheiterte ein erneuter Angriff der Jurchen auf Südchina – diesmal unter Jin-Kaiser Tikunai (Wanyan Liang) persönlich – am Jangtsekiang. Bei den Kämpfen der kaiserlichen Truppen mit den Jurchen sowie mit Piraten wurde übrigens eine Flotte von Schaufelradbooten auf dem Jangtsekiang und seinen Nebenflüssen eingesetzt, ebenso wie Gas- und Explosivwaffen, Vorläufer der Kanonen.

### Untergang der Dynastie
Veruntreuung und Vetternwirtschaft in der Mandarin-Verwaltung waren die Schattenseite des Song-Staates im 12. und 13. Jahrhundert. Möglichkeiten dazu gab es verschiedene; sie reichten von der einfachen Unterschlagung von Steuergeldern bis zur unternehmerischen Betätigung von Beamten über Strohmänner, unter Ausnutzung ihrer Stellung. Die Steuerflucht der Großgrundbesitzer nahm zu, was Zahlungsschwierigkeiten des Schatzamtes zur Folge hatte. Gleichzeitig zogen gescheiterte Kleinbauern aus den Grenzregionen als Pächter in die Ackerbauzentren, wodurch sich die soziale Lage verschärfte. Es kam ferner zu einer nicht zu bremsenden Inflation.
Um 1263 wurde die innenpolitische Lage in den Ackerbauzentren südlich des Jangtsekiang derart prekär, dass das Einziehen der Steuern schwierig wurde: Reformen wurden unumgänglich. Zwangsmaßnahmen des Kanzlers Jia Sidao (1213–1275) waren die Folge. Der Kanzler stammte aus der Klein-Gentry, aber seine Schwester war eine kaiserliche Nebenfrau. Er wollte den Großgrundbesitz auf 27 Hektar beschränken, das überschüssige Land aufkaufen und mit dessen Einkünften die Steuerausfälle bzw. Kriegskosten decken. Jia Sidao erwies sich dabei als rücksichtsloser Intrigant. Die resultierenden Auseinandersetzungen in der Zentralverwaltung und dem Staatsrat untergruben die Loyalität der Beamtenschaft und schließlich der Armeeführung am Vorabend des Mongolen-Angriffs.
Die Mongolen (ab 1271 Yuan-Dynastie) hatten inzwischen ihre Herrschaft über Nordchina etabliert, die Hauptstadt nach Peking verlagert, und nun wurde die Eroberung Südchinas das Ziel. Nach dem Fall der Festungen am Han-Fluss 1273 (mehrjährige Belagerung von Xiangyang) drangen die Mongolen nach Hangzhou vor. Die Hauptstadt Hangzhou kapitulierte 1276, letzte Anhänger der Song hielten sich bis 1279. Nach Verlust der Schlacht von Yamen (崖門戰役 / 崖门战役) am 19. März 1279, einer der größten Seeschlachten in der Weltgeschichte, ertränkte Premierminister und Kaiserberater Lu Xiufu (陸秀夫 / 陆秀夫, 1232–1279) den 8-jährigen Thronerben Bing und sich durch einen Sprung in den Perlfluss. Damit fand die Südliche Song-Dynastie ihr Ende, und die Herrschaft der Yuan-Dynastie begann.